# Backasjön, Södermanland
Backasjön är en sjö i Katrineholms kommun i Södermanland och ingår i Nyköpingsåns huvudavrinningsområde. Sjön har en area på 0,12 kvadratkilometer och ligger 28 meter över havet. Sjön avvattnas av vattendraget Nyköpingsån (Skräddartorpsån).

## Delavrinningsområde
Backasjön ingår i det delavrinningsområde (654010-151998) som SMHI kallar för Inloppet i Duveholmssjön. Medelhöjden är 37 meter över havet och ytan är 1,82 kvadratkilometer. Räknas de 60 avrinningsområdena uppströms in blir den ackumulerade arean 1 463,06 kvadratkilometer. Avrinningsområdets utflöde Nyköpingsån (Skräddartorpsån) mynnar i havet. Avrinningsområdet består mestadels av skog (36 procent), öppen mark (13 procent) och jordbruk (22 procent). Avrinningsområdet har 0,12 kvadratkilometer vattenytor vilket ger det en sjöprocent på 6,4 procent. Bebyggelsen i området täcker en yta av 0,35 kvadratkilometer eller 19 procent av avrinningsområdet.